# Статическое электричество

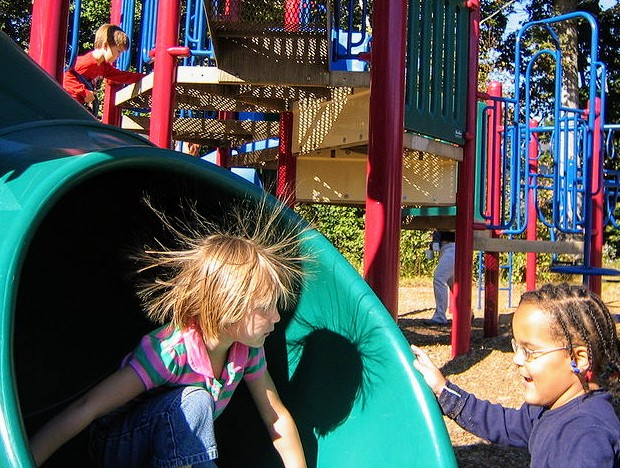
Волосы ребёнка наэлектризовались от трения.

Стати́ческое электри́чество — совокупность явлений, связанных с возникновением, сохранением и релаксацией свободного электрического заряда на поверхности или в объёме диэлектриков или на изолированных проводниках.

## Происхождение статического электричества
Электризация диэлектриков трением может возникнуть при соприкосновении двух разнородных веществ из-за различия атомных и молекулярных сил (из-за различия работы выхода электрона из материалов). При этом происходит перераспределение электронов (в жидкостях и газах ещё и ионов) с образованием на соприкасающихся поверхностях электрических слоёв с разными знаками электрических зарядов. Фактически атомы и молекулы одного вещества, обладающие более сильным притяжением, отрывают электроны от другого вещества, создавая вихревое движение ионов среды, в которой они заключены.
Полученная разность потенциалов соприкасающихся поверхностей зависит от ряда факторов — диэлектрических свойств материалов, значения их взаимного давления при соприкосновении, влажности и температуры поверхностей этих тел, климатических условий. При последующем разделении этих тел каждое из них сохраняет свой электрический заряд, а с увеличением расстояния между ними за счёт совершаемой работы по разделению зарядов, разность потенциалов возрастает и может достигнуть десятков и сотен киловольт.
Электрические разряды могут образовываться вследствие некоторой электропроводности влажного воздуха. При влажности воздуха более 85 % статическое электричество практически не возникает.

## Статическое электричество в быту

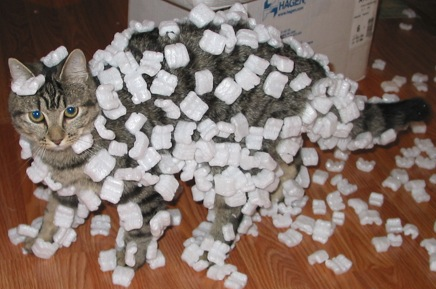
Пенопластовые кусочки прилипли к шерсти кошки из-за статического электричества

Статическое электричество широко распространено в обыденной жизни. Если, например, на полу лежит ковер из шерсти, то при трении об него человеческое тело может получить отрицательный электрический заряд, в то время как ковёр получит положительный. Другим примером может служить электризация пластиковой расчески, которая после причёсывания получает отрицательный заряд, а волосы получают положительный заряд. Накопителем отрицательного заряда нередко являются полиэтиленовые пакеты, полистироловый пенопласт. Накопителем положительного заряда может являться сухая полиуретановая монтажная пена, если её сжать рукой.
Когда человек, тело которого наэлектризовано, дотрагивается до металлического предмета, например, трубы отопления, кухонной плиты или холодильника, — накопленный заряд моментально разрядится, а человек почувствует лёгкий удар током.
Электростатический разряд происходит при очень высоком напряжении и чрезвычайно низких токах. Даже простое расчёсывание волос в сухой день может привести к накоплению статического заряда с напряжением в десятки тысяч вольт, однако ток его освобождения будет настолько мал, что его зачастую невозможно будет даже почувствовать. Именно низкие значения тока мгновенного разряда делают статический заряд безвредным для человека.
С другой стороны, такие напряжения могут быть опасны для элементов различных электронных приборов — микропроцессоров, транзисторов, флеш-памяти и т.п. Поэтому при работе с радиоэлектронными компонентами рекомендуется принимать меры по предотвращению накопления статического заряда: браслеты электрозаземления, повышенная влажность и проч.

## Молнии
В результате движения воздушных потоков, насыщенных водяными парами, образуются грозовые облака, являющиеся носителями статического электричества. Электрические разряды образуются между разноименными заряженными облаками или, чаще, между заряженным облаком и озоновым слоем земли, с последующим разрядом на землю. При достижении критической разности потенциалов происходит разряд молнии между облаками, на земле или в околокосмическом слое планеты. Для защиты от молний устанавливаются молниеотводы, проводящие разряд напрямую в землю.
Помимо молний, грозовые облака могут вызывать на изолированных металлических предметах опасные электрические потенциалы из-за электростатической индукции.
В 1872 году экспедицией под руководством географа Генри Ганнетта была покорена 13-я по высоте гора штата Монтана (США). Ей дали название Электрический пик, так как у первопроходцев-покорителей, находящихся на вершине, после грозы начали сыпаться искры из пальцев рук и волос на голове.